# Haemaphysalis kopetdaghica
Haemaphysalis kopetdaghica är en fästingart som beskrevs av Kerbabaev 1962. Haemaphysalis kopetdaghica ingår i släktet Haemaphysalis och familjen hårda fästingar. Inga underarter finns listade i Catalogue of Life.